# 泉福寺站
泉福寺站（日语：／ Senpukuji eki */?）是位於長崎縣佐世保市瀨戶越四丁目，松浦鐵道的西九州線車站。

## 歷史
- 1926年（大正15年）4月1日 - 佐世保鐵道（日语：佐世保鉄道）左石至上佐世保之間的舊線（在國有化後改軌距工程時廢止）上新設泉福寺停留所[1]。
- 1936年（昭和11年）10月1日 - 佐世保鐵道國有化[2]，同時升級為車站，成為松浦線的泉福寺站。
- 1943年（昭和18年）8月30日 - 隨著進行改軌距工程，使此站廢止。
- 1989年（平成元年）3月11日 - 松浦鐵道開設泉福寺站[3]。

## 車站構造
車站是一座地面車站，設有1面1線的單式月台。此站是無人車站，沒有車站大樓，只有候車室。月台兩端設有出入口。此站是松浦鐵道於佐世保市內唯二沒有廁所設施。

## 車站周邊
- 國道498號（日语：国道498号）
- 長崎縣立佐世保工業高等學校（日语：長崎県立佐世保工業高等学校）
- 佐世保市立春日小學
- GEO佐世保大野店
- 長崎勞災醫院（日语：長崎労災病院）
- 佐世保愛惠醫院（日语：佐世保愛恵病院）
- 泉福寺洞窟（日语：泉福寺洞窟）
- 大智庵城址
- 共立汽車學校、大野

## 利用狀況
在2018年度，1日平均上落車人次為1,051人。在2005年度，1日平均上落車人次為876人。

## 相鄰車站
松浦鐵道
西九州線
快速
左石－泉福寺－北佐世保
普通
左石－泉福寺－山之田

## 注腳
1. ↑  「地方鉄道駅設置」『官報』1926年5月27日（國立國會圖書館數碼化收藏）
2. ↑  「鉄道省告示第326.327号」『官報』1936年9月29日（國立國會圖書館數碼化收藏）
3. ↑  鈴木文彥. . 鐵道雜誌 (鐵道雜誌社). 2012-8, 46 (8): 106–111 （日语）.
4. ↑  佐世保市統計書
5. ↑  長崎縣統計年鑑

## 外部連結
- 泉福寺站時間表 （页面存档备份，存于）（日語） - 松浦鐵道